# Rhimphoctona breelandi
Rhimphoctona breelandi är en stekelart som först beskrevs av Sanborne 1986.  Rhimphoctona breelandi ingår i släktet Rhimphoctona och familjen brokparasitsteklar. Inga underarter finns listade i Catalogue of Life.